# Shorewall
Shorewall (Kurzform für Shoreline Firewall; benannt nach dem Wohnort seines Autors Thomas M. Eastep in Shoreline, Washington, Vereinigte Staaten) ist ein freier Firewall-Konfigurator, der auf den im Linux-Kernel eingebauten netfilter aufsetzt.
Die Konfiguration erfolgt in Textdateien (unter anderem in /etc/shorewall/). Aus diesen Dateien kompiliert Shorewall mit Hilfe von iptables-netfilter-Regeln, die den durch den Kernel fließenden IP-Datenstrom regulieren. Shorewall ist kein Daemon, es läuft nicht beständig, sondern beendet sich nach der Erstellung der Regeln. Es steht ein Webmin-Plug-in als grafisches Frontend zur Verfügung.
Die von Shorewall erstellten iptables-Regeln wirken in der OSI-Schicht 3, also der Vermittlungsschicht, auch wenn es möglich ist, andere Schichten zu kontrollieren.
Die Stärken von Shorewall liegen in der Abstraktion der direkt an den Schnittstellen angebundenen Netzwerke, die als „Zonen“ bezeichnet werden. Die Anzahl der Zonen und deren Einsatzzweck können beliebig definiert werden. Für die drei wichtigsten Einsatzfälle bringt Shorewall folgende Konfigurationsvorlagen mit:
- Standalone – Anbindung mit nur einer Netzwerkschnittstelle und nur einer Zone, gedacht für die Sicherung einzelner PCs oder Server
- Two-Interface – als Lösung für eine klassische Durchgangsfirewall mit feindlichem 'rotem' und freundlichem 'grünen' Netzwerk
- Three-Interface – als klassische Lösung mit einem dritten Netzwerk, das als DMZ extra angebunden ist

Zwischen den Zonen sind Richtlinien (Policy) zu definieren, die das Standardverhalten zwischen den Zonen festlegen. Diese stellen eine Rückfalllösung für die Verbindungen dar, für die keine expliziten Regeln im Regelwerk (Rules) definiert sind. Shorewall beherrscht auch das Erstellen von NAT, Traffic-Shaping, Bridges und vielem mehr.
Shorewall ist eher eine Firewall für den professionellen Einsatz und kann nicht mit einer Personal Firewall (OSI-Schicht 7) verglichen werden.